# Cumes
|  | Aquest article tracta sobre la ciutat de la Magna Grècia. Si cerqueu la ciutat de l'Àsia Menor, vegeu «Cime». |

Cumes (en llatí: Cumae, en grec antic: Κύμη) era una ciutat de la costa de Campània a uns 10 km al nord del Cap Misenum.

## Història

### La colonització grega
Va ser una de les primeres colònies gregues d'Itàlia i fins i tot Estrabó diu que Cumes va ser la primera de totes les colònies de la Magna Grècia. La data tradicional de fundació és el 1050 aC, però modernament aquesta data no és creïble. Hi ha una tradició molt antiga transmesa per Gai Vel·lei Patèrcul que diu que un heroi mític va sortir en unes naus amb un grup d'homes i guiats per un colom van arribar al lloc on van fundar la ciutat. Una altra versió diu que van seguir els sons d'uns címbals de llautó que els van indicar el punt exacte. Hi ha discrepància sobre quins van ser els dirigents que van fundar Cumes; segons Estrabó, va ser una colònia conjunta de Calcis (Eubea) i de Cime (Eòlida) i dirigida per Hipocles de Cime i Megàstenes de Calcis, que van acordar que el nou assentament portaria el nom d'una d'elles i es consideraria colònia de l'altra. Dionís d'Halicarnàs, en canvi, diu que la van fundar grecs procedents de Calcis i d'Erètria.
El primer establiment es va fer a l'illa d'Aenaria, però els terratrèmols i una erupció volcànica van aconsellar traslladar-se a terra ferma, segons diu Titus Livi. Les modernes investigacions situen la fundació cap al segle viii aC i fins al final del segle vi aC no va parar de prosperar per mor de la fertilitat dels terrenys propers i a la seguretat dels seus ports i es va estendre per la Campània incloent-hi els anomenats Camps Flegreus i els turons conreats amb vinyes que la separaven de la badia de Nàpols, on van fundar els ports de Misenum i Diceàrquia, i més tard la colònia de Neàpolis. Probablement també Abella i Nola eren colònies de Cumes, les dues situades cap a l'interior. Rivalitzava amb Síbaris i Crotona amb riquesa i prosperitat. El govern era aristocràtic.
L'increment del poder dels etruscs va portar Cumes a l'enfrontament amb aquest poble que tenia una marina superior. Els etruscs van envair Campània aliats als umbres i als Daunis i la ciutat va poder rebutjar el nombrós exèrcit que l'atacava, que segons algunes fonts sens dubte exagerades, diuen que l'exèrcit etrusc i els seus aliats constava de 500.000 homes a peu i 28.000 a cavall, però del que no es pot dubtar és que Cumes va vèncer i rebutjar els enemics.
Aristodem es va fer càrrec de l'exèrcit de la ciutat uns 20 anys abans que es convertís en tirà de Cumes. Més endavant va dirigir un cos d'ajut a la ciutat d'Arícia contra l'atac de l'etrusc Arrunt, el fill de Porsenna. Aristodem va derrotar els etruscs l'any 524 aC i això va fer-lo conegut i respectat obrint-li el camí fins a ocupar el poder amb el suport del partit democràtic i afalagant les multituds, i després es va envoltar d'una guàrdia de mercenaris, va desarmar la gent i va exercir la tirania. Va governar durant uns 20 anys, fins que els descendents d'aquells que havia fet matar es van revoltar i el van enderrocar. El rei Tarquini el Superb, expulsat de Roma, es va refugiar a Cumes on va morir el 496 aC, segons Titus Livi. L'any 492 aC Aristodem va rebre una ambaixada romana que va anar a demanar gra per combatre la fam d'aquell any, però quan els vaixells ja estaven carregats amb el gra ofert pel poble, el tirà va confiscar el carregament al·legant que el seu valor era equivalent a la propietat confiscada a Tarquini el Superb.
El 474 aC davant l'atac dels etruscs (que estaven aliats als cartaginesos), Cumes va demanar ajut a Hieró I tirà de Siracusa. Hieró va derrotar els atacants i va donar un cop fort al poder naval dels etruscs. Després la ciutat va viure tranquil·la per bastant de temps fins que el 423 aC el creixent poder dels samnites la va amenaçar. Els samnites es van fer amos de Càpua i el 421 o 420 aC van derrotar a Cumes i van assetjar la ciutat que van assaltar i saquejar sense cap compassió, matant a milers de ciutadans i la resta fets presoners i venuts com esclaus, escapant només alguns cap a Neàpolis. Les dones de la ciutat van ser obligades a conviure amb homes samnites i una colònia samnita es va establir a la ciutat.

### Dependència de Roma
A partir de l'ocupació de la ciutat per part dels samnites, Cumes va deixar de ser una ciutat grega encara que va conservar restes de ritus i costums hel·lènics. L'any 338 aC, derrotats els samnites, la ciutat va passar a Roma i va rebre la franquícia romana però sense dret de sufragi, diu Titus Livi. Més tard va obtenir el dret de ciutadania, però no se sap quan va ser, si bé sembla que els romans li van donar el privilegi de municipalitat per la seva fidelitat.
Durant la Segona Guerra Púnica Hanníbal Barca va intentar ocupar la ciutat, però quan era davant de les seves muralles va ser rebutjat per Tiberi Semproni Grac, i es va haver d'acontentar en assolar el territori. El 180 aC els ciutadans de Cumes van demanar el permís per usar la llengua llatina als documents públics, mostrant que el grec ja no s'usava de manera habitual.
Al final de la república era una ciutat elegida com a lloc de luxe i de jubilació pels romans rics però les principals vil·les eren a Baies, Bauli i Misenum i només algunes es trobaven a Cumes. Sul·la després de la seva retirada de la política, es va traslladar a Cumes i va viure a la ciutat els seus darrers anys. Ciceró hi va tenir una vil·la a la qual va donar el nom de Cumanum, però no era a la ciutat sinó al seu territori. Probablement passava el mateix amb les vil·les que pertanyien a Catul, Pompeu i Varró que menciona també Ciceró.

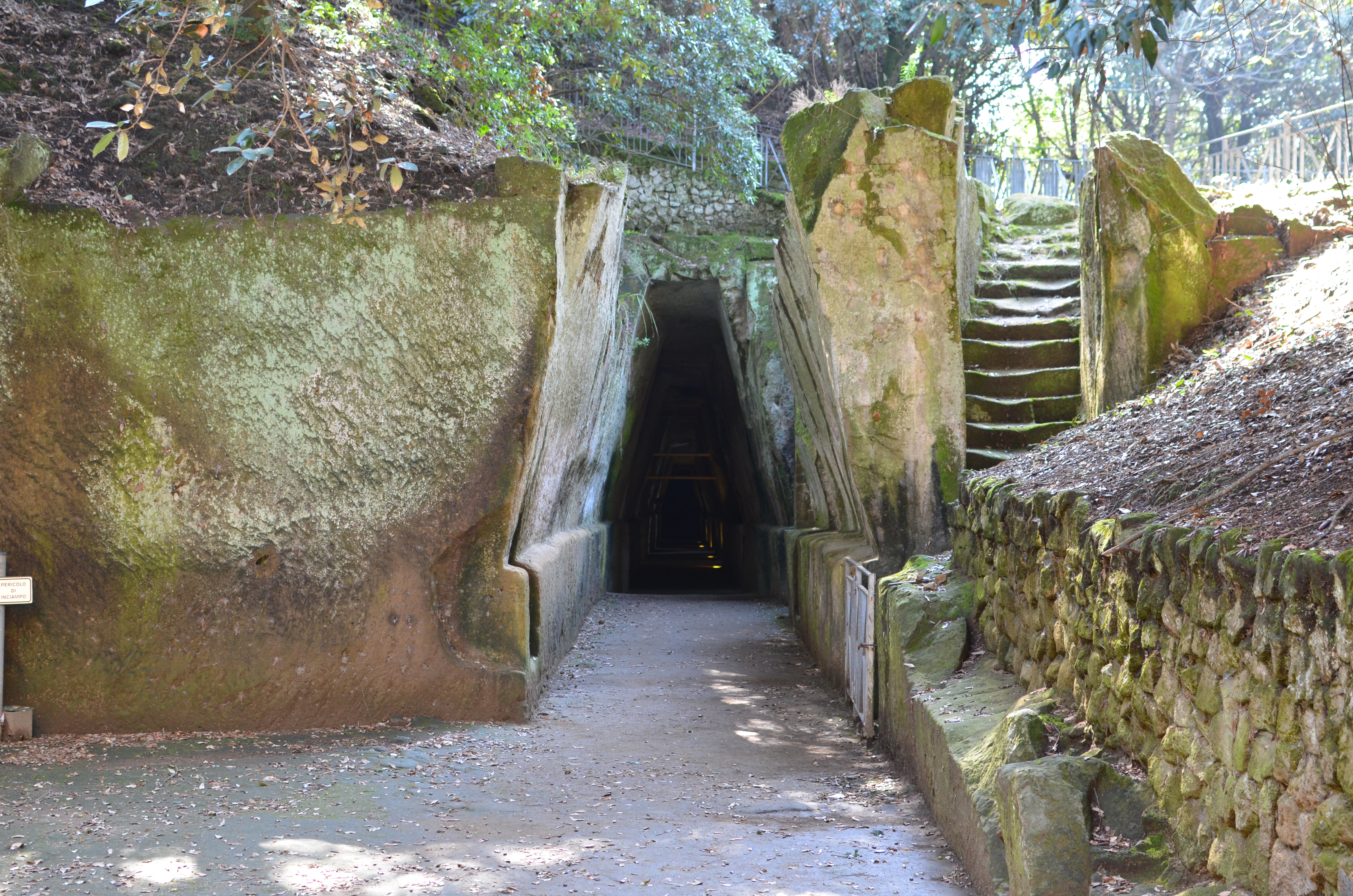
Entrada a la cova de la Sibil·la

Durant l'Imperi Romà, va rebre colònies de veterans amb August i amb Claudi i s'han trobat inscripcions que confirmen que va passar de municipi a colònia almenys temporalment, encara que Plini el Vell no li dona aquest nom. Cumes va ser colònia o municipi durant l'imperi, però es va anar despoblant.
Encara tenia certa importància durant les guerres entre l'Imperi Romà d'Orient amb els exèrcits de Belisari i Narses contra els ostrogots però la ciutat s'havia reduït en extensió i població, i segurament només ocupava la ciutadella, avui Rocca di Cuma, una roca aïllada situada entre precipicis, i la seva rodalia. Els reis gots, donat que era una fortalesa de primer ordre, hi van guardar el seu tresor i va ser la darrera plaça que van tenir, fins a perdre el regne davant l'Imperi Romà d'Orient. La ciutadella va existir fins al segle xiii quan, com que s'havia convertit en quarter de bandits i lladres, va ser destruïda. Es van excavar les restes de la ciutat a partir del segle xix.
El nom de Cumes està associat des de molt antic amb les llegendes i tradicions de la Sibil·la de Cumes, que havia fixat la seva residència a la ciutat i tenia el temple o centre d'endevinació en unes coves subterrànies sota de la ciutadella.